# 이소베 아사이치

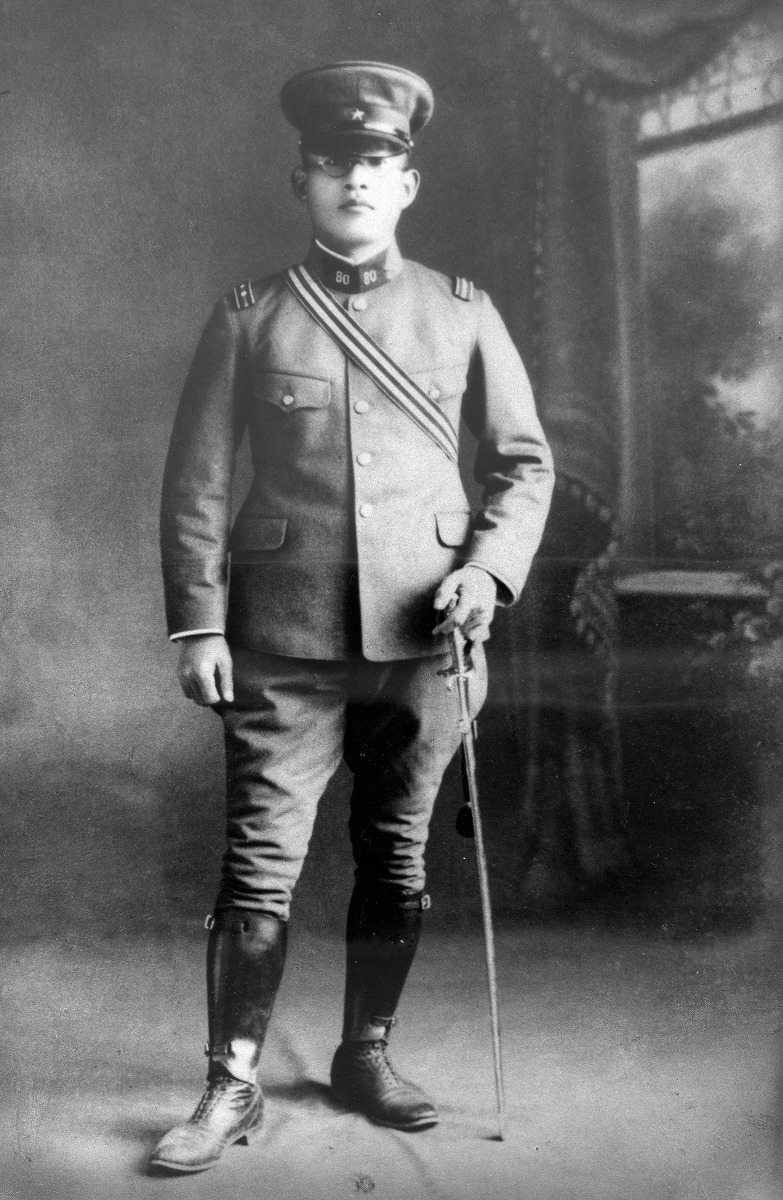

이소베 아사이치(磯部 浅一, 1905년[메이지 38년] 4월 1일 - 1937년[쇼와 12년] 8월 19일)는 일본의 육군 군인, 황도파 청년장교이다.
육군유년학교, 육군사관학교(38기)를 거쳐 육군보병장교가 되었으나 중위 무렵 경리부로 전과하였다. 육군일등주계 시절 육군사관학교사건에 따라 정직, 〈숙군(粛軍)에 관한 의견서〉 배포로 인하여 면관되었다. 2·26 사건 당시 결기장교들과 행동을 같이 하여 군법회의에서 사형판결을 받고 형사(刑死)되었다.

## 생애
1905년(메이지 38년) 4월 1일 야마구치현 오쓰군 히시카이촌(현 나가토시) 가와하라에서 농부 겸 미장이 이소베 니사부로(磯部仁三郎)의 삼남으로 출생.
고등소학교, 히로시마 육군유년학교, 육군사관학교 예과를 거쳐 1926년(다이쇼 15년) 7월 육군사관학교(38기) 졸업. 동년 10월 육군보병소위에 임관하여 보병 제80연대 부를 명받았다.
1929년(쇼와 4년) 10월 육군보병중위에 진급. 1932년(쇼와 7년) 6월 경리부에의 전과를 지원하여 육군경리학교에 입교. 1933년(쇼와 8년) 5월 경리학교 졸업, 주계로 전과하여 육군이등주계(중위에 상당)에 임관. 동년 6월 근위보병 제4연대 부를 명받아 1934년(쇼와 9년) 8월 육군일등주계로 진급됨와 함께 야포병 제1연대 부로 이관.
애저녁부터 기타 잇키와 교류하였으며 황도파 청년장교 그룹의 중심인물로 알려졌다.
1934년 발생한 육군사관학교사건으로 인하여 무라나카 다카지 등과 반란을 꾀한 용의로 체포되었다. 익년 3월 정직, 4월 석방되었다.
이후 〈숙군에 관한 의견서〉를 집필, 배포하여 8월 면관되었다. 이에 따라 정칠위 반납을 명받아 대례기념장(쇼와)를 뺏들렸다.
이후 무라나카과 동거하며 반란계획에 열중했다. 아이자와 사건 이후로는 헌병·경시청 경관이 둘이의 주위를 경계·감시하였다. 무라나카가 아이자와 사건에 있어 재판투쟁을 중시한 '이론파'였다면 그에 반하여 이소베는 '행동파'였다.
1936년(쇼와 11년) 2·26 사건에서 구리하라 야스히데 등과 계획·지휘에 임했다. 수상관저에서 총성이 들려 행동이 개시되었음을 안 순간에 대하여 "어쨌든 말할 수 없을 정도로 즐거웠다. 한번쯤은 해보는 게 좋다. 나는 한번 더 해보고 싶다. 그 쾌감은 아마도 인생 지상(至上)의 것이리라"고 회상했다.
육상관저 현관에서 통제파 가타쿠라 다다시를 발견, 그를 향하여 권총을 일발 발사한 후 권총을 발밑에 던지고 군도를 뽑았으나 그 장소에 있던 마사키 진자부로에게 회유되었다. 왼관자놀이를 다친 가타쿠라는 육상전용차로 병원에 이송되어 처치를 받았다. 사건 후 신문에서 가타쿠라에 "멍청아!" 하는 호통을 들어 기가 질려 권총을 떨군 것이라는 보도를 보고 "허리가 빠진 것은 결코 내가 아니다. 나는 허리를 꼿꼿이 펴고 있었다", "어째서 피스톨을 버렸느냐 어째서 군도를 빼었느냐 물어도 그 이유를 전혀 모르겠다"고 말했다.
사이토 류는 육상관저에 "가타쿠라도 살아 있다고 들었다. 나 혼자서라도 가서 죽여주마. 상황에 따라서는 군인회관 해행사까지 습격할 예정이라는 둥 소리를 지르고 있는" 격앙된 장교가 있었다고 회상하고 있는데 이 자가 이소베인 것으로 생각된다.
반란이 실패로 돌아갔음이 명확해지며 청년장교들이 자인(自刃)할 것인가 항복할 것인가 결정을 주저하는 와중 이소베는 "나는 도저히 죽을 생각이 들지 않았다"며 "자결할 때가 아니다. 산노 호텔에서 도주해 지나로 가자 싶어 시바 대위에게 도망가게 해달라고 했을 정도였다. 어떻게든 목숨을 붙들어 원수를 갚지 않으면 성이 차지 않았던 것이다"고 했다.
사건 후 도쿄육군군법회의에서 7월 5일의 제1차 재판에서 사형을 선고받았다.
이소베와 무라나카 2명은 기타 잇키와 니시다 미쓰기의 재판과의 관계상 7월 12일 처형된 다른 사형수와는 분리되었다.
이듬해 1937년(쇼와 12월) 8월 19일 기타, 니시다, 무라나카 등과 총살형에 처해졌다. 만 32세 몰. 사세구는
국민이여 나라를 생각하다 미치다 못해 돌아버릴 정도로 나라를 사랑하라
(国民よ  国をおもひて  狂となり  痴となるほどに  国を愛せよ)

## 수기

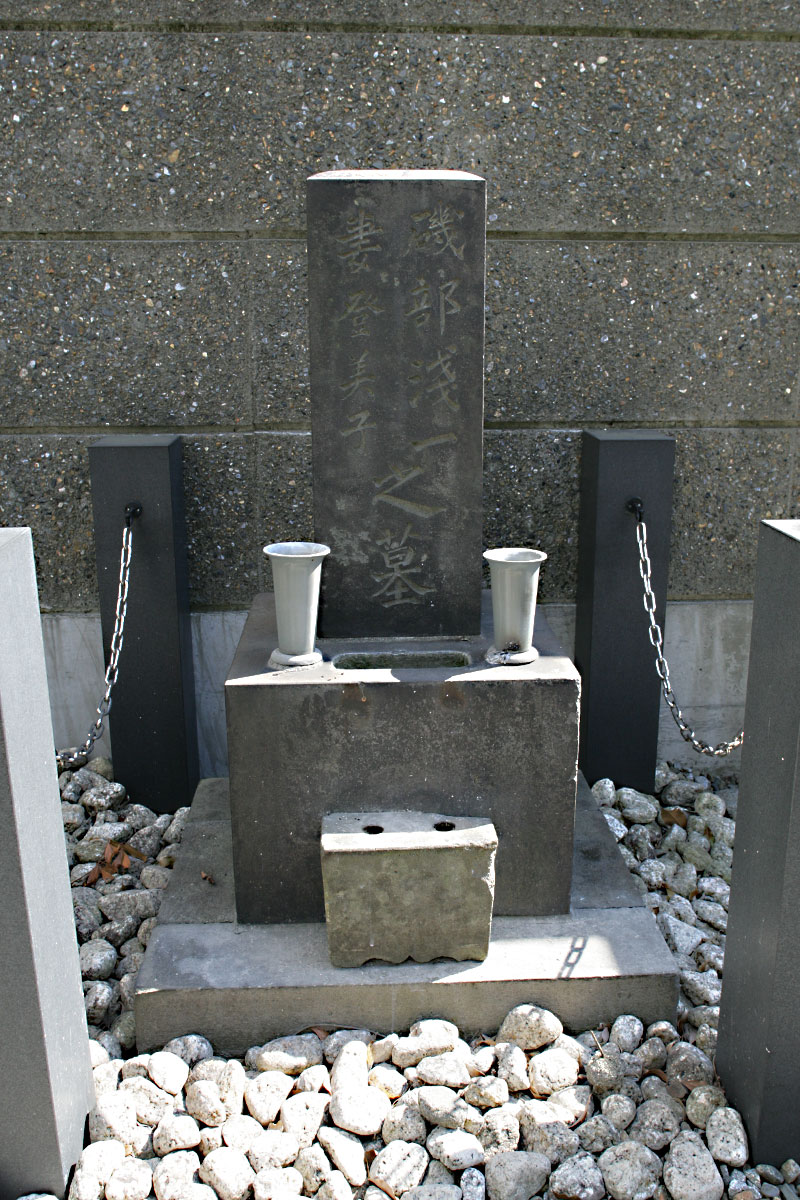
아라카와구 미나미센주 회향원에 소재한 이소베 아사이치의 묘

옥중에서 〈행동기〉, 〈옥중일기〉, 〈옥중수기〉 등을 써 남겼다. 사형이 집행되기 전 1937년(쇼와 12년) 1월경에는 이소베가 썼다는 〈옥중수기〉가 시중에 돌아다녔으며 같은 해 우익 쪽에서 출판, 반포하여 특별고등경찰에 여럿이 체포되었다.
이 문서는 진위가 확실치 않으나, 전후 《문예》 1967년 3월호에 발표된 것이 널리 알려져 있다. 이것은 이소베의 형사 후 도쿄육군위수형무소 간수 히라이시 미쓰히사(平石光久)가 몰래 빼돌려 보관한 것으로, 〈행동기〉에는 아이자와 사건 이후의 회상이 씌어 있으며 〈옥중일기〉에는 공범 13명의 처형 직후인 (쇼와) 11년 7월 31일부터 8월 31일까지의 기록이 씌어 있다.
이소베는 이 수기에서 쇼와 유신의 정당성과 자신을 이해 못하는 세상·군부수뇌·천황에 대한 매리잡언을 길게 늘어놓았다. 자신을 "일본 제일의 충의자"로 칭하며 "지금의 일본인은 성근(性根)이 썩어 빠졌으니만큼 참된 충의를 이해 못한다", "정말이지 일본이라는 등신같은 나라에 정이 떨어진다"고 비판해댔다.
와타나베 조타로 교육총감이 살해목표로 정해진 데 대하여 "와타나베는 동지장교를 탄압했을 뿐 아니라 삼장관의 일인으로서 우리의 행동에 반대하여 탄압함직한 인물의 필두이다. 천황기관설의 군부에 있어서의 본존 격이다."라고 〈행동기〉에 썼다.
특히나 〈옥중일기〉에는 쇼와 천황에 대한 질책이 씌어 있었다.
일, 천황 폐하, 폐하의 측근에는 국민을 억누르는 간한(奸漢)들로 가득합니다. 정신을 똑바로 차리시지 않으면 일본에 큰일이 닥칩니다. 언젠가 꼭 큰일이 나고 맙니다.
이, 메이지 천황도 고타이 신궁님도 무엇을 하고 계십니까. 천황 폐하를 어찌 돕지 아니하십니까.

삼, 일본의 신들은 모두 주무시고 계십니까. 지금 일본에 닥친 큰일을 돌보지 않을 정도의 게으름뱅이라면 그것은 일본의 신될 자격이 없다. 이소베 히시카이는 그 따위 하찮은 얼간이 신과는 연을 끊겠다. 그 따위 하찮은 신이라면 일본의 천지에서 쫓아내버리겠다. 반드시 반드시 히시카이가 하는 말을 새겨듣도록 해라. 두고 봐라. 두고 봐라!— 팔월 육일

더구나 "일본도 러시아 꼴이 되었군요"라고 쇼와 천황이 측근에 말했다는 신문기사를 읽고 이소베는 격노하여 다음과 같이 썼다.
저는 지금 곤두선 머리칼이 하늘에 닿을만큼 분노하고 있습니다. 저는 폐하를 삼가 꾸짖고 싶을 정도로 정신이 들떠 있습니다. 그래서 매일 아침부터 저녁까지 폐하를 삼가 꾸짖고 있습니다. 천황 폐하, 이 무슨 실정이나이까. 이 무슨 꼴이나이까. 황조황종께 잘못을 비시옵소서.— 팔월 이십팔일

유서는 현재까지 발견되지 않았다. 2011년 간수에게 맡긴 〈정기〉(正気)라고 이름 지어진 글이 발견·공개되었다.
이소베와 기타 등이 생각하기에 일본은 메이지 유신 혁명 이래 "천황의 독재국가가 아니며" "중신의 독재국가조차 아닌" "천황을 중심으로 하는 근대적 민주국"이었건만 "지금의 일본은 중신과 재벌의 독재국가"가 되어 있었다. 그리고 그 대의를 이해 못한 쇼와 천황을 옥중에서 "삼가 꾸짖"었다.
기타, 무라나카, 니시다와 함께 총살 시 "천황폐하 만세"를 외치지 않았다.

## 사후
미시마 유키오는 이소베의 〈옥중일기〉를 높이 평가하며 이소베의 수기가 게재된 《문예》 1967년 3월호에 〈「도의적 혁명」의 이론――이소베 일등주계의 유서에 대하여〉를 실었다. 미시마의 말년 작품 《영령의 소리》에는 이소베의 수기의 발췌가 포함되어 있다. 한편으로 살해된 사이토 마코토의 친척 아리마 요리치카는 피해자를 생각해본 적이 있느냐고 미시마를 비판했다.

## 참고문헌
- 佐々木二郎『一革新将校の半生と磯部浅一』（芙蓉書房、昭和55年）
- 山崎国紀『磯部浅一と二・二六事件』（河出書房新社、平成1年）
- 松本健一『三島由紀夫の二・二六事件』文藝春秋〈文春新書〉、2005年11月。
- 濱田政彦 『神々の軍隊―三島由紀夫、あるいは国際金融資本の闇』（三五館、2000年）